# Un passato da cancellare
Un passato da cancellare (Pipa) è un film del 2022 diretto da Alejandro Montiel.

## Trama
L'ex poliziotta Manuela Pelari non è la stessa. Infatti vive da sola isolata in una sperduta cittadina dove verrà scoperto un cadavere. Manuela dovrà quindi tornare a rivivere un passato che pensava di aver sepolto e da cui credeva di essere scappata.

## Distribuzione
Il film è stato distribuito sulla piattaforma Netflix dal 27 luglio 2022.